# Peteca

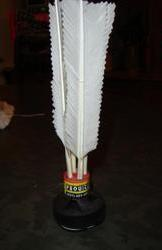
Peteca típica

Peteca (do verbo tupi petek, bater, espalmar) é o nome dado tanto a um esporte quanto ao artefato esportivo utilizado em sua prática, sendo ambos de origem indígena brasileira.

## Etimologia
O nome "peteca" vem do verbo petek do tupi e significa "esbofetear, golpear com a mão espalmada", junto com um -a final, que é um sufixo substantivador. No tupi moderno, ou nheengatu, falado atualmente em regiões da Amazônia, o verbo petek ainda é bastante usado, sendo elemento de várias composições e verbos derivados.

## O artefato esportivo
A peteca possui uma base que concentra a maior parte de seu peso, geralmente feita de borracha, e uma extensão mais leve, geralmente feita de penas naturais ou sintéticas, com o objetivo de dar equilíbrio ou orientar sua trajetória no ar quando arremessada. A peteca era muito utilizada pelos índios como atividade esportiva para ganho de aquecimento corporal durante o inverno.

## O esporte
O jogo de peteca guarda certas semelhanças com o voleibol e o badminton, pelo fato de jogar-se, como estes, em um campo dividido por uma rede. O elemento principal do jogo é a peteca, que se golpeia com a mão. A popularidade da peteca como jogo de tempo livre tem crescido constantemente em alguns países europeus, como a Alemanha, onde, para o esporte, existem três federações diferentes.
O jogo consiste em dois ou mais participantes, utilizando-se as mãos, onde a peteca é arremessada ao ar de um jogador para o outro, evitando que ela toque o chão  numa certa área definida.
É um esporte praticado em várias regiões do Brasil, e tem como origem, o estado de Minas Gerais, proveniente dos índios que habitavam aquela região, que utilizavam tocos de madeira e palha amarrados em penas de aves, arremessando o artefato entre si como forma de diversão.

### Regras do jogo
Os jogos podem ser de um jogador ou de duplas, nos moldes de uma partida de tênis. A quadra apresenta dimensões de 15,0 m x 7,5 m para duplas e 15,0 m x 5,0 m para individual, dividido em duas metades, cada uma para o uso de uma das equipes rivais. A altura da rede é variável e depende da idade e do sexo dos participantes. Para jogos da categoria masculino, a rede deverá apresentar uma altura de 2,43 m, e  2,24 m para o feminino e categoria até 12 anos. Detalhes como as dimensões dos quadrados da malha também são especificados: aproximadamente 4 cm por 4 cm.
A peteca é posta em jogo através de um saque, no qual o jogador golpeia com a mão a peteca para que passe por cima da rede. A peteca deve ser jogada para a outra metade da quadra com um único toque, sem que tenha tocado o chão.
Atualmente utiliza-se o sistema de vantagens para contagem de pontos. Outro detalhe importante é que após o saque, o ponto deverá ser finalizado em 24 segundos, ou senão a vantagem será revertida.
As regras básicas são:
- A duração de um jogo de peteca é variável: cada set dura 16 minutos cronometrados de peteca em jogo. Entretanto, caso uma equipe consiga conquistar 25 pontos antes desse tempo, é declarado o fim do set;
- As partidas de peteca são, em geral, disputadas em melhor de três sets. Sendo assim, se uma equipe ganhar os dois primeiros, é considerada a vencedora da partida;
- A forma de início do jogo é semelhante à do vôlei: Um jogador deve se posicionar atrás da linha de fundo e sacar a peteca, fazendo com que ela atravesse a rede e chegue ao campo da equipe adversária;
- Ao receber a peteca em seu campo, a equipe tem o direito de fazer um único movimento para devolvê-la ao campo adversário. Caso não consiga fazê-lo com apenas um toque, é declarado ponto da equipe adversária;
- Caso a peteca atravesse a linha de fundo ou as linhas laterais ao ser mandada para o campo adversário, é declarado ponto da equipe adversária.

## História

### Brasil
Segundo os registros do passado, mesmo antes da chegada dos portugueses ao Brasil, os nativos já jogavam peteca como forma de recreação, paralelamente, aos seus cantos, suas histórias. Consequentemente, nossos antepassados foram-nos transmitindo essa salutar atividade.
Coube a Minas Gerais a primazia de dar-lhe o formato da peteca típica de jogo, com quatro penas brancas presas a uma base e conectadas a um fundo feito com diversas camadas finas de borracha. Foi também em Minas Gerais que as regras do jogo foram criadas, assim como foi também no estado que surgiram as primeiras quadras e a prática ganhou sentido competitivo, com campeonatos internos em diversos clubes de Belo Horizonte.
Mas, apesar de já ser comum a prática da peteca no Brasil, apenas em 1973 começaram a ser fomentadas regras sobre o esporte, com a criação da Federação Mineira de Peteca (FEMPE), em 1975. A oficialização veio através de uma resolução do Conselho Nacional de Desporto (CND).
Em 1978, o Mobral editou o livreto "Vamos Jogar Peteca", publicação dos técnicos do Centro Cultural e do Grupo Executivo da Campanha "Esporte Para Todos" (GECET), do Ministério da Educação. Posteriormente, também a Secretaria de Educação Física e Desporto do MEC tiveram uma parcela de marcante colaboração.
Finalmente, em 1986, a CBD (Confederação Brasileira de Desportos Terrestres) criou seu departamento de peteca, nomeando para a sua direção o desportista Walter José dos Santos, responsável pela codificação e oficialização das regras. Em 1987, aconteceu o primeiro Campeonato Brasileiro de Peteca, fruto do esforço das federações regionais espalhadas pelo país.

### No mundo
Alguns atletas que representavam o Brasil nos Jogos Olímpicos de 1920, na Antuérpia, levaram petecas para fins recreativos. A atividade atraiu a atenção de competidores de outros países, que demonstraram interesse nas regras, ainda inexistentes, desse esporte. Revela-nos o registro da época que o chefe da delegação brasileira, José Maria Castelo Branco, viu-se, momentaneamente, embaraçado pelas insistentes perguntas dos atletas finlandeses, interessados na nova atividade desportiva.
Em 1936, o professor de esportes alemão Karlhans Krohn, durante um passeio por Copacabana, observou os jovens jogando peteca e a introduziu em seu país. Posteriormente, Heinz Karl Kraus tratou de juntar os inúmeros clubes alemães dentro de uma só federação, a Liga Alemã de Esportes (DTB).
A Federação Francesa de Peteca (FFP) foi criada em fevereiro de 1999 por Jean-François Impinna, um jogador de rugby.
Em 26 de maio de 2000, foi fundada uma federação mundial em Berlim que recebeu o nome de International Indiaca Association(IAA) (Associação Internacional de Indiaca, nome internacional da peteca). Essa federação se propôs como objetivo regulamentar as diferentes formas do jogo e promover torneios internacionais da modalidade. As maiores federações nacionais do esporte se encontram na Alemanha e Japão, mas também são membros da IAA: Suíça, Estônia, Eslováquia, Brasil e Luxemburgo.
Em agosto de 2001 foi realizado, na Estônia, o primeiro campeonato mundial de peteca, sendo realizado, neste mesmo país-sede, o segundo campeonato em 2006.
Atualmente, milhares de aficionados, de qualquer idade, dedicam horários diários para jogar peteca em clubes, escolas, nas praias, nos bosques, em quadras residenciais e nos igapós. Como positivo respaldo, há muitas publicações como livros, revistas, informativos, panfletos e reportagens que enfatizam as vantagens da prática desse esporte e que pode ser jogado por crianças e adultos sem limite de idade, sendo sadio e atraente para os dois sexos, sem choques, sem acidentes cuja velocidade é decorrente da homogeneidade dos contendores.